# Schopfrosette

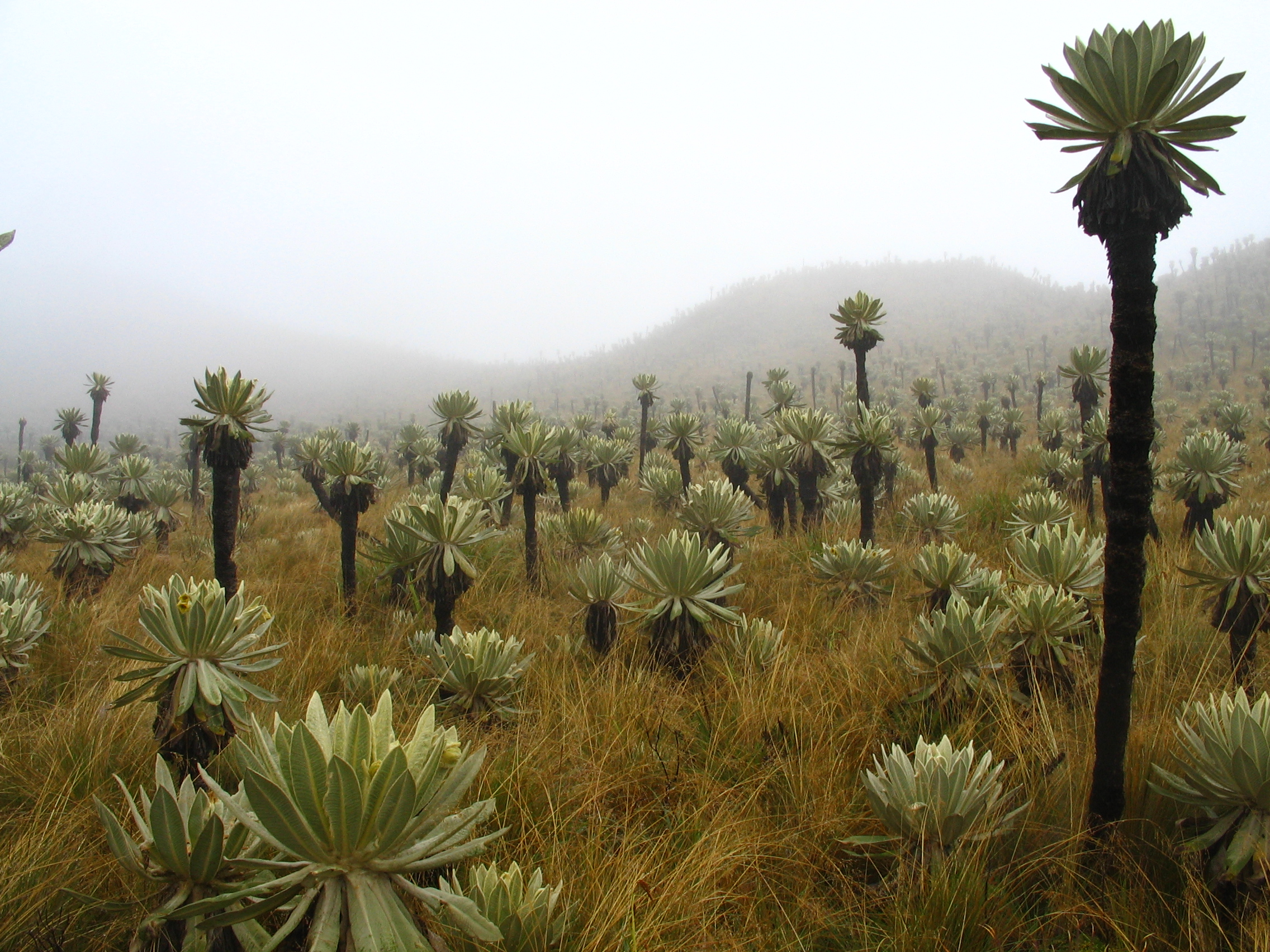
Espeletia in Kolumbien

Schopfrosettenpflanzen bzw. Schopfrosettenbäumchen (lat. Caulirosula) zeichnen sich durch eine spezielle Wuchsform aus. Sie kombinieren Merkmale von Hemikryptophyten, Chamaephyten und Phanerophyten. Man findet sie vor allem in den Hochgebirgen tropischer Klimazonen, genauer gesagt im Páramo und der trockeneren Puna.
Im jungen Stadium sind diese Pflanzen Rosettenstauden, wobei die Blätter bogig nach oben zeigen und als Frostschutz sich auch zur Mitte hinbewegen können und damit die Pflanze bzw. den Vegetationspunkt vor Schädigungen schützen. Nun wächst die Achse bis zu 8 Meter in die Höhe, die Pflanzen erhalten so einen palmenähnlichen Habitus, sind jedoch innen nur mit Mark gefüllt (= Krautstämme, manoxyl). Man spricht nun von „Schopfbäumen“ oder caulirosulatem Wuchs.
Schopfbäume gehören zu ganz verschiedenen Pflanzengattungen. Einige bekannte Beispiele:
- Dendrosenecio adnivalis (Asteraceae), Riesen-Senecie in Ostafrika
- Lobelia rhynchopetalum (Campanulaceae), Riesen-Lobelie in Ostafrika
- Espeletia spp. (Asteraceae), Páramos der Nordanden
- Cyatheaceae, Baumfarne, diverse Arten weltweit verbreitet
- Senecio brassica (Asteraceae), endemisch am Mount Kenya[2]
- Lomaria loxensis (Blechnaceae), in Südamerika weit verbreitet[2]
- Plantago perrymondii (Plantaginaceae), Stamm-Wegerich, Sierra Nevada in Venezuela[2]
- Argyroxiphium sandwicense (Asteraceae), Silberschwert, endemisch auf Hawaii[2]